# Église Saint-Pierre-du-Marais de Saumur
Pour les articles homonymes, voir Église Saint-Pierre.
L'église Saint-Pierre-du-Marais est une église catholique située à Saumur, en France.
Derrière la façade classique du 17e siècle se cache un bel édifice qui relève à la fois de l’art roman et de l’architecture gothique dite « Plantagenêt » (XIIe-XIIIe s.), mettant en œuvre notamment des voûtes fortement bombées. Le mobilier comprend une remarquable série de stalles du XVe siècle. S'y trouve également le baptistère ayant servi au baptême de Sainte Jeanne Delanoue (1666 - 1736) religieuse fondatrice de la Congrégation des Servantes des pauvres de la maison de la Providence, canonisée le 31 octobre 1982 par le pape Jean-Paul II. 

## Localisation
L'église est située dans le département français de Maine-et-Loire, sur la commune de Saumur.

## Historique
L'édifice est classé au titre des monuments historiques en 1862.

## Description

### Orgue
Si un instrument existait déjà au XVe siècle, ce dernier a disparu au XVIIe siècle. L'orgue actuel est installé en 1805 ; il s'agit en réalité de celui qui était jusqu'alors en place à l'église des Cordeliers de Saumur.
De nos jours, des concerts d’orgue y sont régulièrement organisés. L'orgue se trouve à la tribune, soit au-dessus du portail principal, et il est composé de 37 jeux, répartis sur trois claviers manuels et un pédalier :
| I - Positif de dos |        |
| Bourdon            | 8'     |
| Flûte à cheminée   | 4'     |
| Montre             | 4'     |
| Nazard             | 2' 2/3 |
| Doublette          | 2'     |
| Tierce             | 1' 3/5 |
| Larigot            | 1' 1/3 |
| Plein-jeu          | V      |
| Cromorne           | 8'     |

| II - Grand-Orgue |        |
| Bourdon          | 16'    |
| Montre           | 8'     |
| Bourdon          | 8'     |
| Prestant         | 4'     |
| Grosse tierce    | 3' 1/5 |
| Nazard           | 2' 2/3 |
| Doublette        | 2'     |
| Tierce           | 1' 3/5 |
| Fourniture       | IV     |
| Cymbale          | III    |
| Trompette        | 8'     |
| Clairon          | 4'     |

| III - Récit expressif |    |
| Bourdon à cheminée    | 8' |
| Flûte                 | 8' |
| Gambe                 | 8' |
| Voix céleste          | 8' |
| Flûte                 | 4' |
| Flûte                 | 2' |
| Cornet                | V  |
| Fourniture            | IV |
| Trompette             | 8' |
| Hautbois              | 8' |
| Clairon               | 4' |

| IV - Pédale |     |
| Soubasse    | 16' |
| Flûte       | 8'  |
| Flûte       | 4'  |
| Bombarde    | 16' |
| Trompette   | 8'  |